# Liste domestizierter Tiere

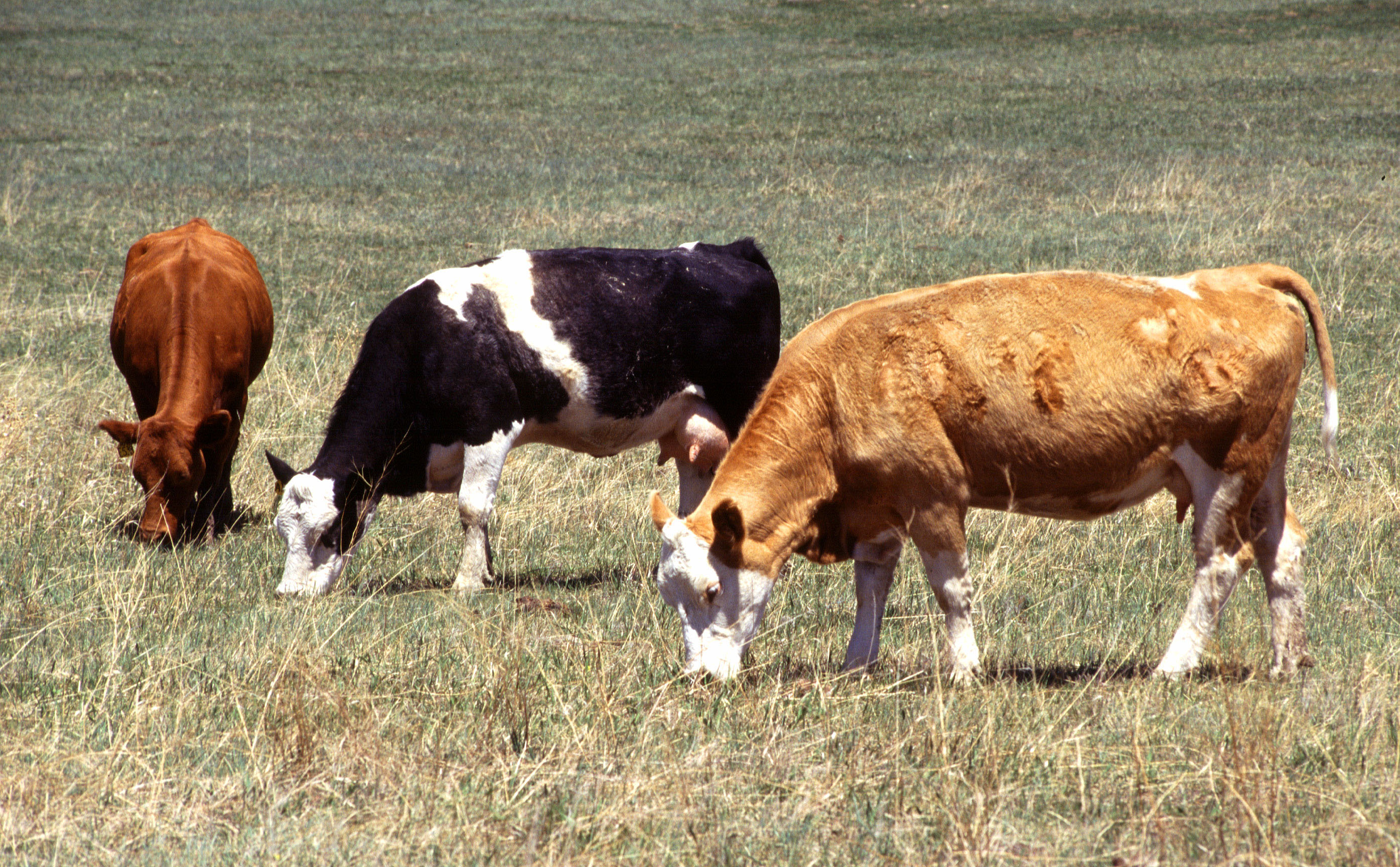
Hausrinder

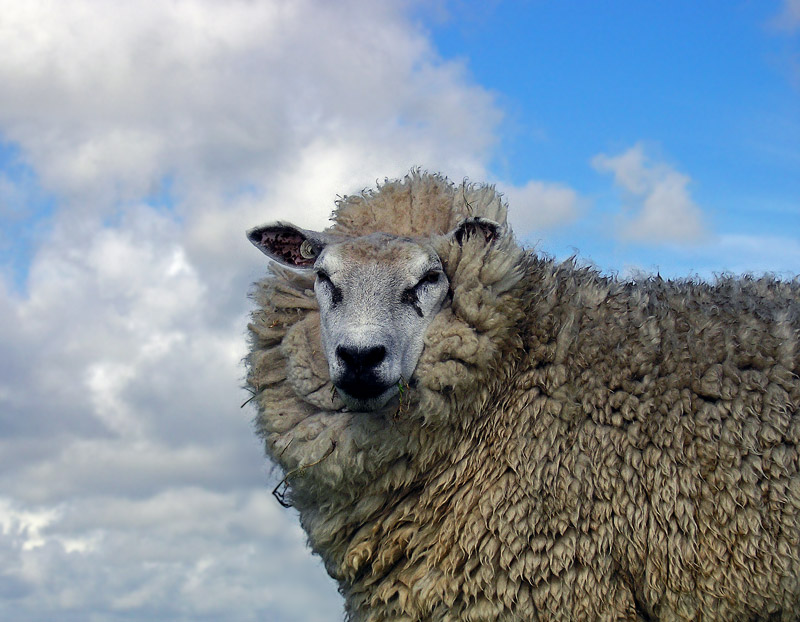
Hausschaf

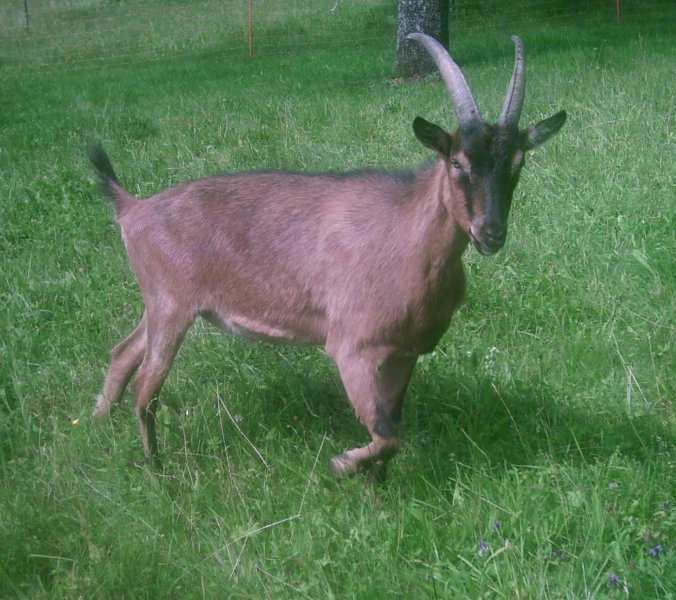
Hausziege

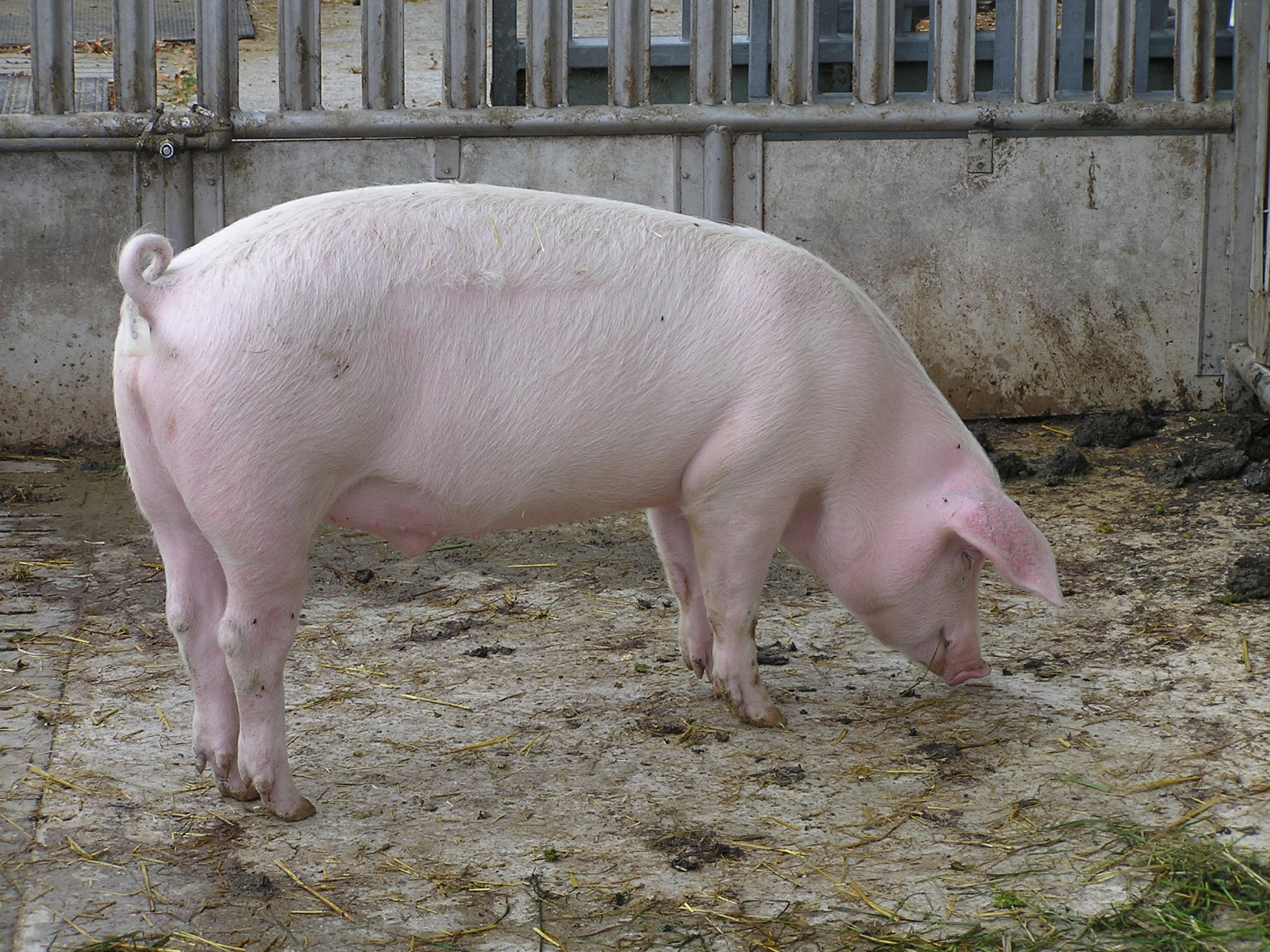
Hausschwein

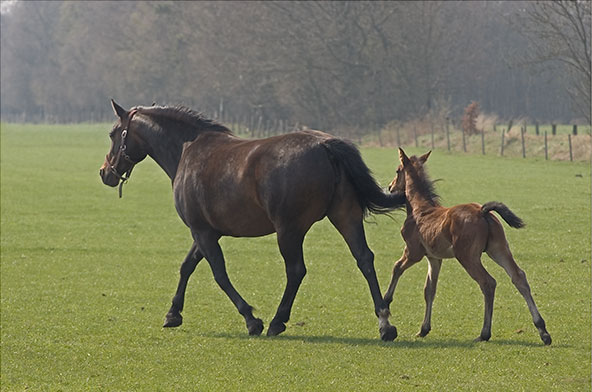
Hauspferde

Diese Liste umfasst domestizierte Tierformen (Haustiere) und darüber hinaus einige Wildtierarten, bei denen die Tiere nach einer Zähmung als Nutztiere dienen können.

## Domestizierte Säugetiere
Die historisch wichtigsten Nutztiere:
- Rinder
  - europäisches Hausrind, dazu Hybriden wie Żubroń, Beefalo
  - Zebu (asiatisches Hausrind)
  - weitere in Asien domestizierte Rinder: Balirind, Gayal, Hausbüffel, Hausyak, dazu Yak-Rind-Hybriden (Dzo)
- Hausschaf
- Hausziege
- Hausschwein
- Hauspferd
- Hausesel, dazu die Hybriden Maulesel und Maultier

Raubtiere:
- Haushund
- Hauskatze
- Frettchen

Kamele:
- Trampeltier
- Dromedar
- Lama
- Alpaka

Sonstige:
- Hausren
- Hauskaninchen
- Hausmeerschweinchen

## Domestizierte Vögel
- Hausente, einschließlich Warzenente
- Hausgans, einschließlich Höckergänse
- Haushuhn
- (Haus-)Perlhuhn
- Pute
- Haustaube

## Domestizierte Fische
- Atlantischer Lachs

Karpfen und Goldfisch können als domestiziert betrachtet werden.

## Domestizierte Insekten
- Honigbiene
- Seidenspinner

## Neu domestizierte Arten
In jüngster Zeit wurden aus unterschiedlichen Gründen einige weitere Tierarten ganz oder teilweise domestiziert, dabei kommt es zu Überschneidungen einzelner Nutzungsformen.

### Pelztiere
- Nerz
- Rotfuchs[1]
- Polarfuchs
- Nutria
- Chinchilla
- Waschbär
- Streifenskunk

### Tiere in Tierversuchen
- Farbmaus
- Wanderratte
- Vielzitzenmaus
- Mongolische Rennmaus
- Goldhamster
- Chinesischer Streifenhamster
- Taufliege

### Heimtiere
Einige Arten der als Heimtiere gehaltenen Arten zeigen so weitgehende Domestikationserscheinungen, dass man von Haustieren sprechen kann.
- Wellensittich
- Nymphensittich
- Kanarienvogel
- Japanisches Mövchen
- Zebrafink
- Kurzschwanz-Zwerghamster
  - Campbell-Zwerghamster
  - Roborowski-Zwerghamster
  - Dsungarischer Zwerghamster
- Gewöhnlicher Degu

### Ziergeflügel
- Blauer Pfau, einschließlich Spaldingpfau
- Jagdfasan (Tenebrosusfasan)
- Goldfasan
- Japanwachtel
- Zwergwachtel
- Virginiawachtel
- Lachtaube
- Diamanttaube
- Mandarin-, Braut-, Rotschulter-, Bahama- und Kolbenente[2]

## Gezähmte Wildtiere
- Afrikanischer Strauß[3]
- Arbeitselefant[3]
- Damhirsch[3]
- Gepard oder Jagdleopard[3]
- Jagdfalken[3]

## Fotogalerie

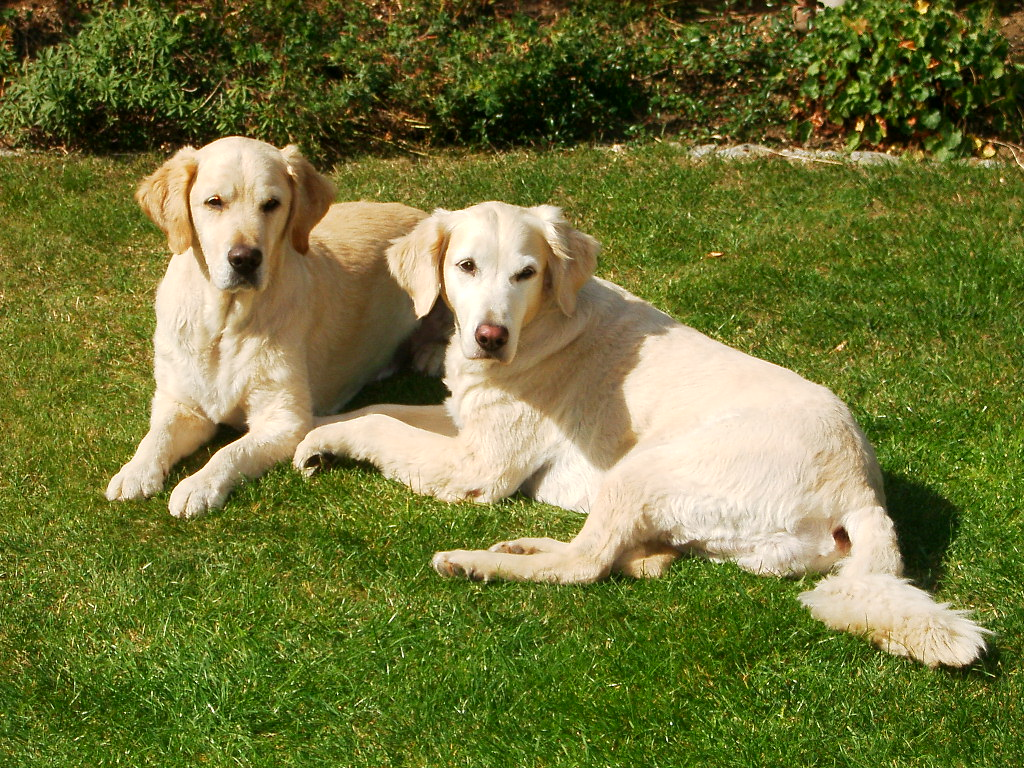
Haushund
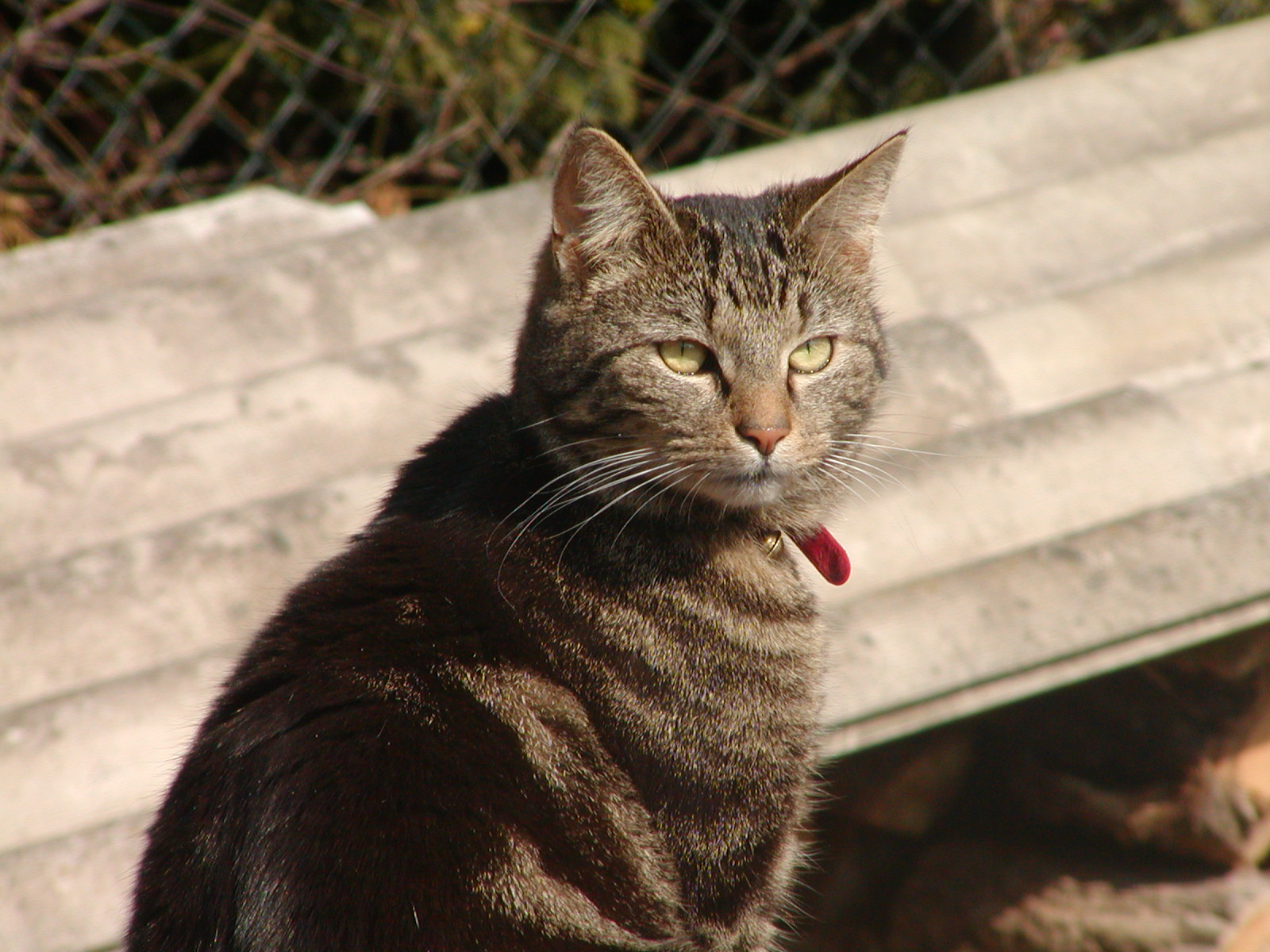
Hauskatze
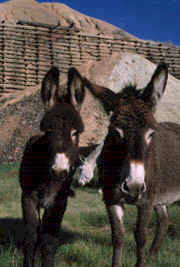
Hausesel
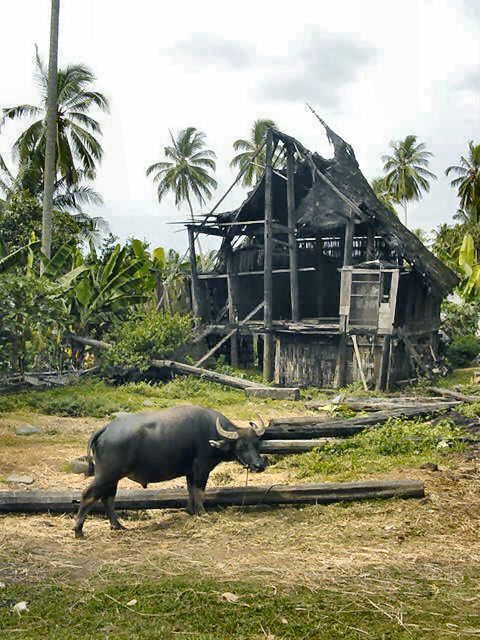
Domestizierter Wasserbüffel
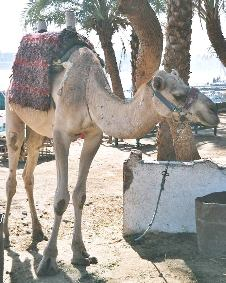
Dromedar
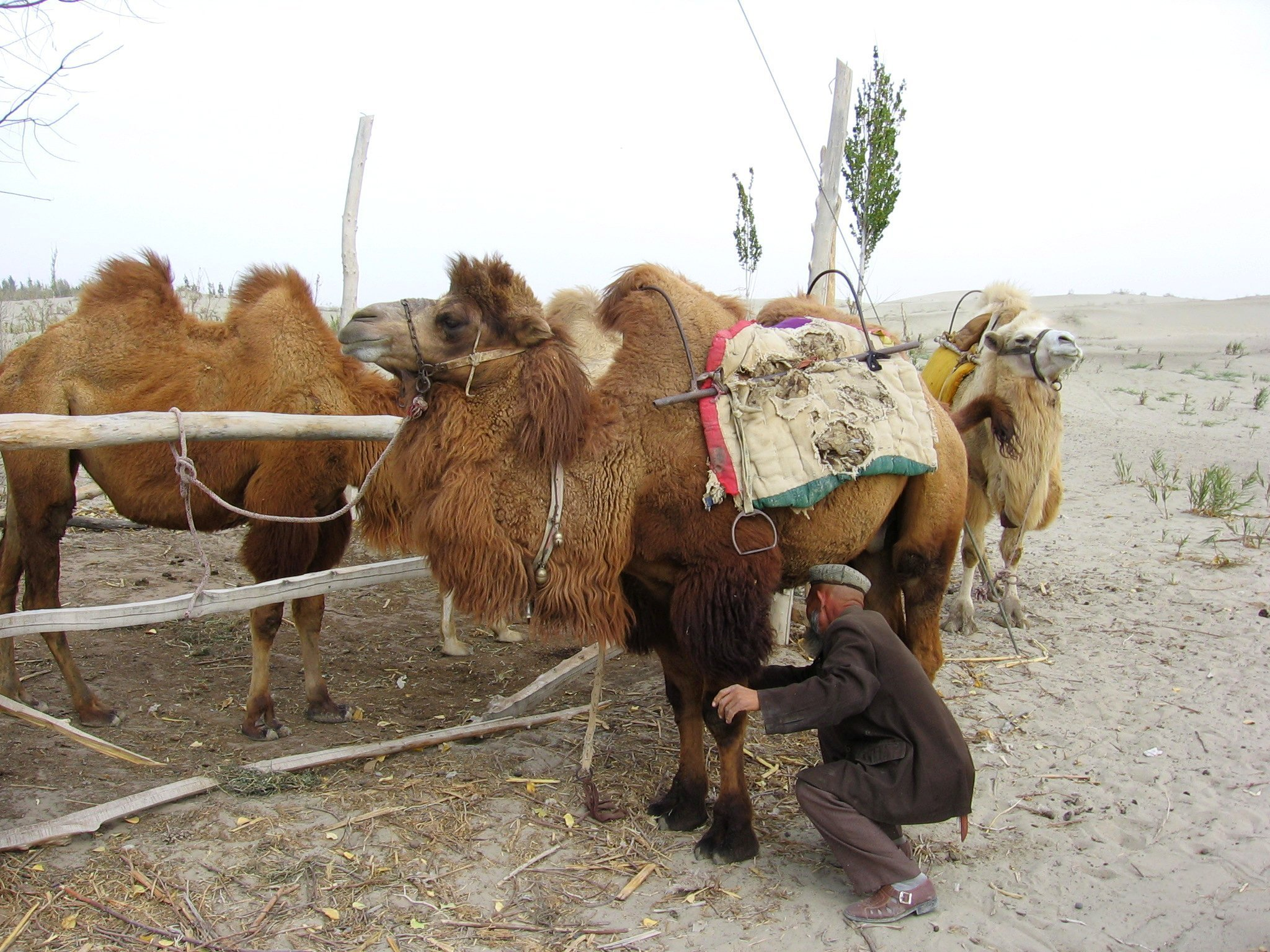
Trampeltier
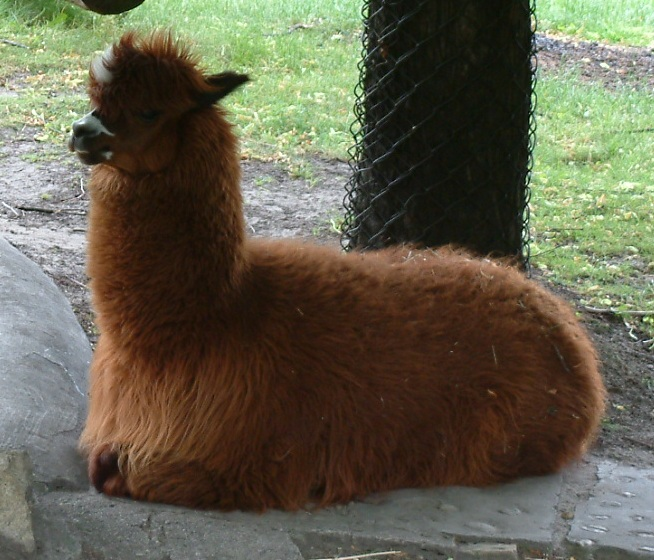
Alpaka
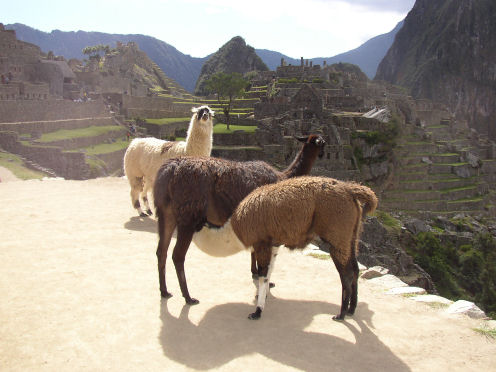
Lama
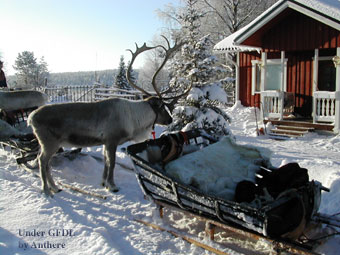
Rentier
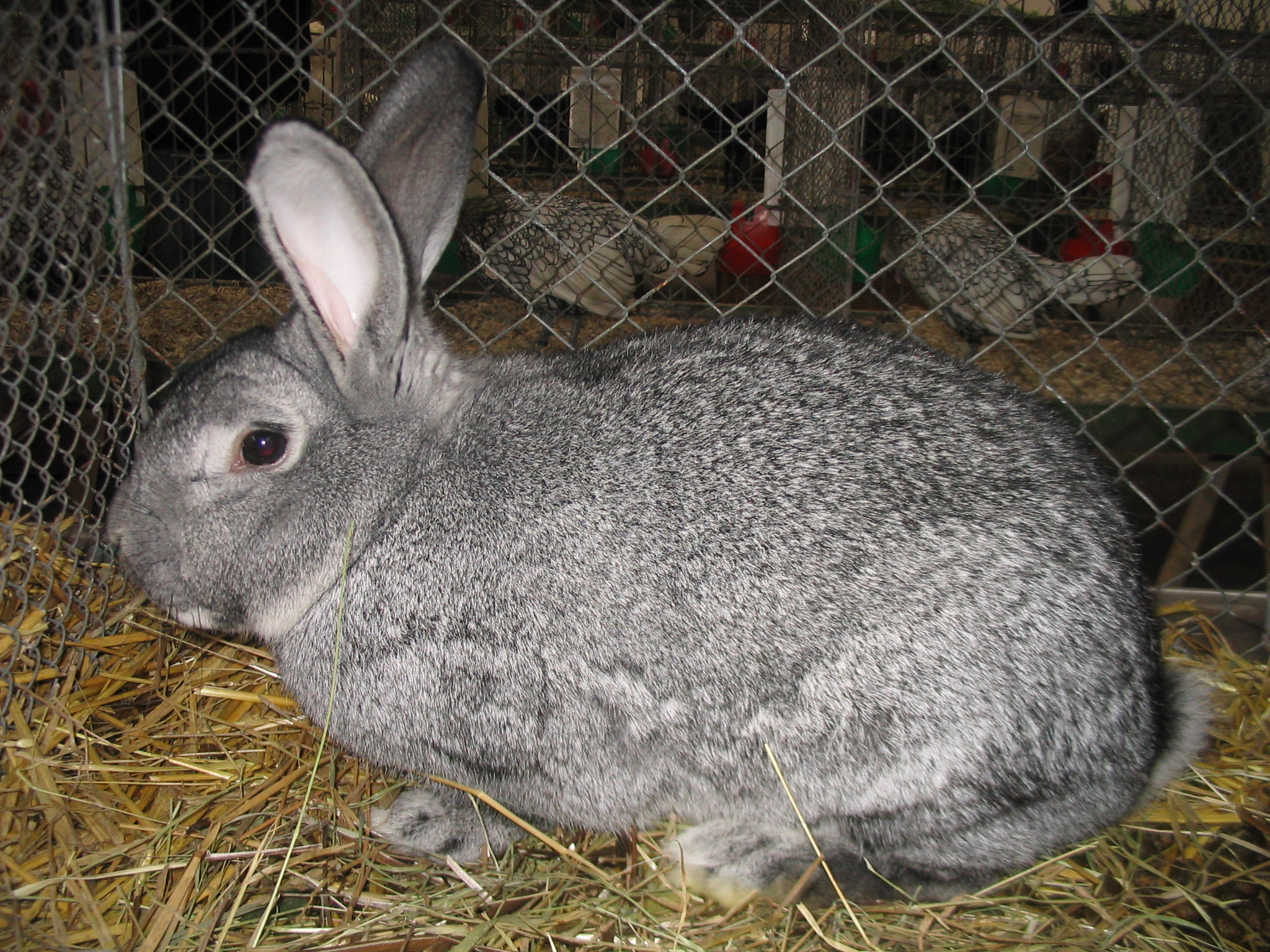
Hauskaninchen
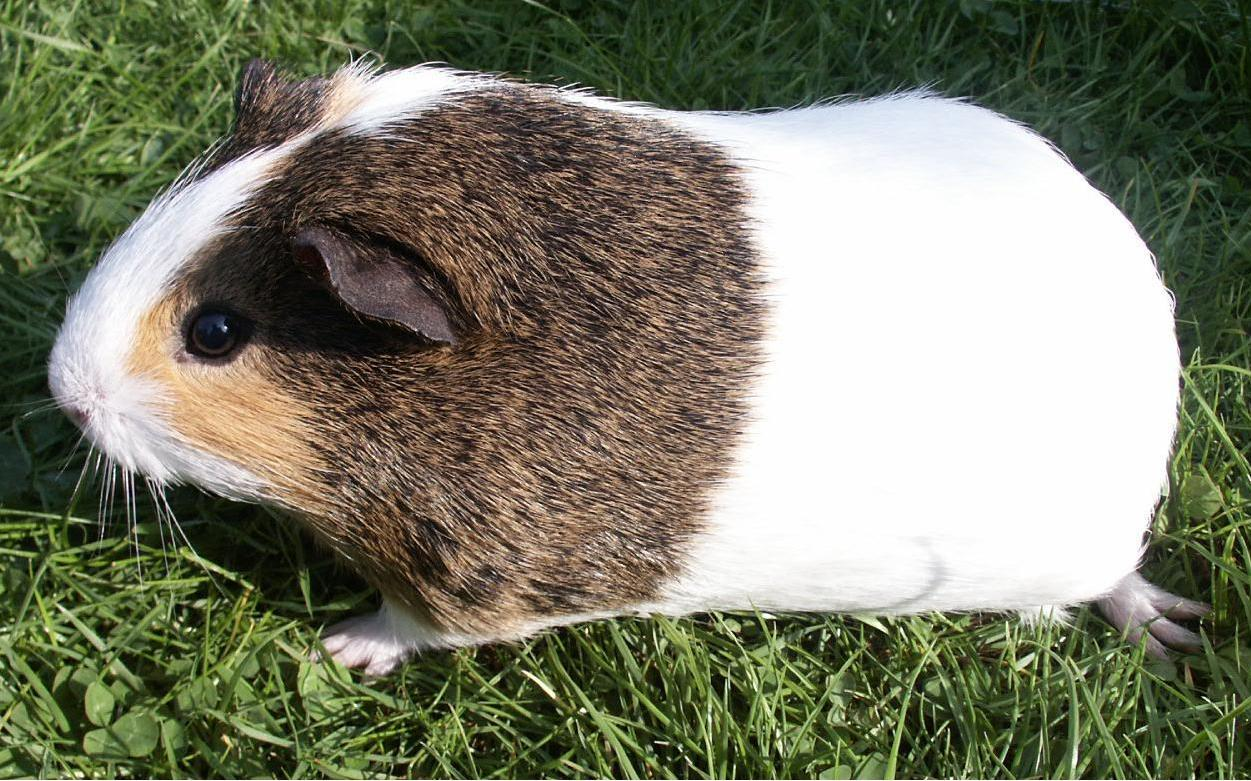
Hausmeerschweinchen
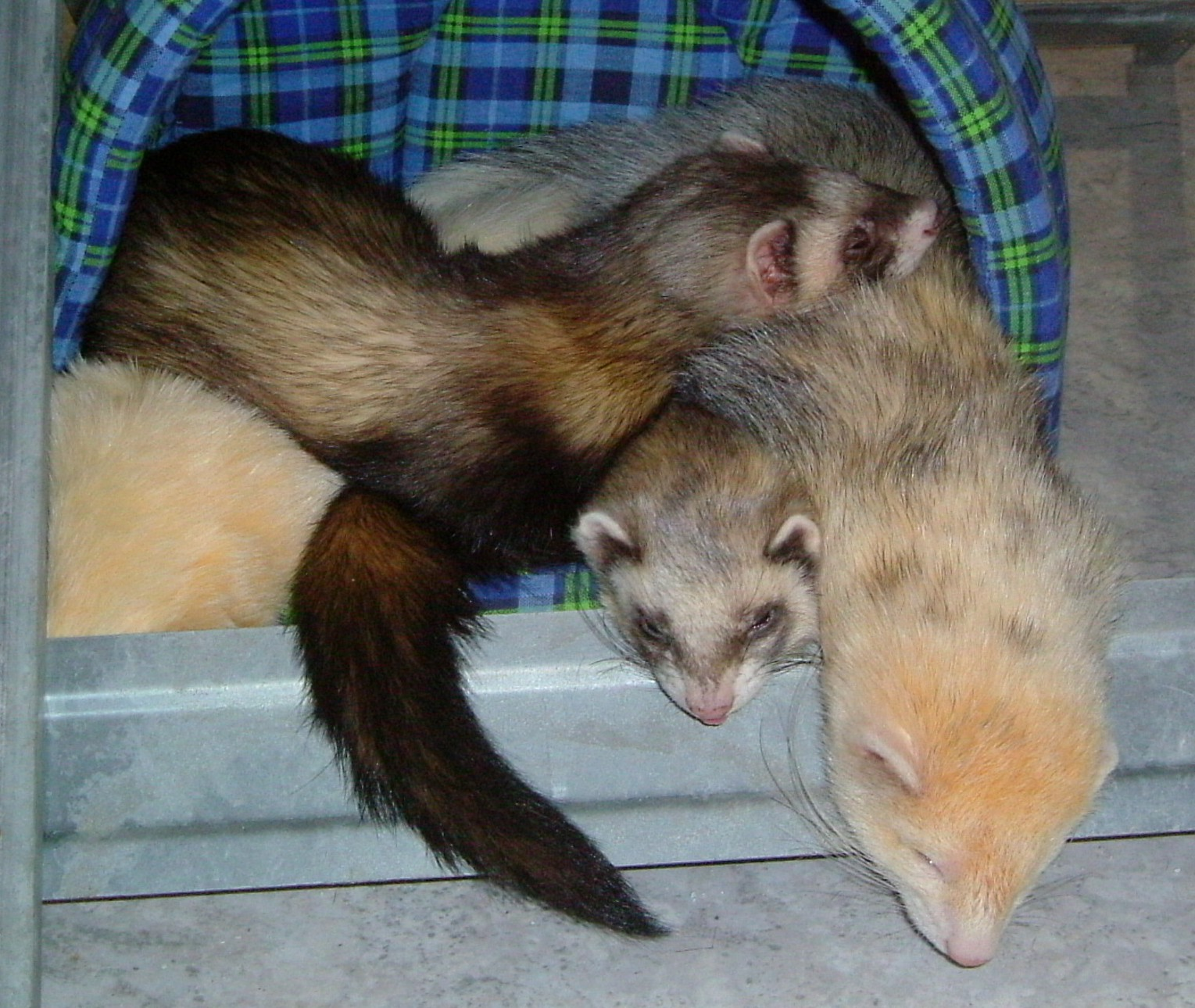
Frettchen